# معركة نوفارا 1513
كانت معركة نوفارا جزءاً من حرب عصبة كامبراي دارت رحاها في 6 يونيو 1513 بالقرب من نوفارا في شمال إيطاليا.